# Korn Digital EP 3
Korn Digital EP #3 — мініальбом американського ню-метал гурту Korn. Реліз став приступним для завантаження преміум-користувачам офіційного сайту Korn.com 13 грудня 2010 р. Міні-альбом містить 3 треки: концертні версії «Oildale (Leave Me Alone)» і «Pop a Pill», записані на Ozzfest 2010 у Лондоні, демо «Are You Ready to Live?» Джонатана Девіса та ексклюзивне студійне відео «Trapped Underneath the Stairs», що не потрапило до делюкс-видання Korn III - Remember Who You Are. Режисер: Себастієн Пакет.

## Список пісень
| #  | Назва                                                             | Автор | Тривалість |
| -- | ----------------------------------------------------------------- | ----- | ---------- |
| 1. | «Oildale (Leave Me Alone)» (live in London @ O2 — Ozzfest 2010)   | Korn  | 4:46       |
| 2. | «Pop a Pill» (live in London @ O2 — Ozzfest 2010)                 | Korn  | 4:03       |
| 3. | «Are You Ready to Live?» (Jonathan Davis demo)                    | Девіс | 2:18       |
| 4. | «Trapped Underneath the Stairs» (exclusive in-studio music video) | Korn  | 4:25       |

## Учасники
Гурт
- Джонатан Девіс — вокал
- Манкі — гітара
- Філді — бас-гітара
- Рей Луз'є — барабани

Додаткові музиканти
- Шейн Ґібсон — гітара
- Зак Бейрд — клавішні

Інші
- Росс Робінсон — продюсер
- Марко Вуйович, Томмі Гейн — зведення, мастеринг (№ 1, 2)